# Johannes Kney
Johannes Kney (* 16. August 1942 in Rehmsdorf, heute Elsteraue, auch Johann Kney) ist ein deutscher Politiker. Er war der letzte Bezirksvorsitzende der LDPD im Bezirk Cottbus, 1990 war er Vorsitzender des Bundes Freier Demokraten in Brandenburg sowie Mitglied der letzten Volkskammer der DDR.

## Leben und Beruf
Kney wuchs in Rehmsdorf auf. Sein Vater war Elektromonteur, seine Mutter Hausfrau. Nach der Grundschule in Rehmsdorf besuchte er die Oberschule in Zeitz, auf dieser legte er das Abitur mit Berufsausbildung zum Dreher ab. Danach studierte er am Pädagogischen Institut in Leipzig, 1967 schloss er das Studium mit dem Staatsexamen und der Befähigung zum Oberstufenlehrer ab. Als solcher war er an der deutsch-sorbischen Oberschule in Jänschwalde tätig, bis 1983 unterrichtete er dort Deutsch und Geschichte. Nebenher erwarb er durch ein Fernstudium den Abschluss als Diplom-Staatswissenschaftler. 1985 erfolgte seine außerplanmäßige Promotion an der Hochschule für Recht und Verwaltung zum Dr. rer. pol.
Später zog Kney nach Storkow, dort war er von 1998 bis zu seinem Eintritt in den Ruhestand 2005 Geschäftsführer der Storkower Wohnungsbau- und Verwaltungsgesellschaft. 2006 wurde er Vorsitzender des Fußballvereins Germania Storkow.

## Politik
1963 trat Kney in die LDPD ein. 1983 wurde er zum hauptamtlichen Bezirksvorsitzenden der Partei in Cottbus berufen. Dieses Amt hatte er bis zur Auflösung der Partei inne. Anfang 1990 schloss er sich dem neugegründeten BFD an und wurde zum Landesvorsitzenden des BFD in Brandenburg gewählt.
Bei der Volkskammerwahl 1990 trat Kney als Spitzenkandidat des BFD im Wahlkreis Cottbus an und zog so in die Volkskammer ein, wo er der Fraktion "Die Liberalen" angehörte, welche später in der FDP aufging. Dieser gehörte er bis zur Auflösung der Volkskammer am 2. Oktober 1990 an.
Später war Kney erneut politisch aktiv, nunmehr als Stadtverordneter in Storkow.